# Heinrich Müller (labdarúgó, 1909)
Heinrich Müller, Müller Henrik (1909. május 13. – 2000. április 5.) kétszeres magyar bajnok osztrák válogatott labdarúgó, edző.

## Pályafutása
A Hungária csapatában szerepelt. Tagja volt az 1935–36-os és az 1936–37-es idényben bajnoki címet szerzett együttesnek.

## Sikerei, díjai

### Játékosként
- Magyar bajnokság
  - bajnok: 1935–36, 1936–37
- Európa-kupa
  - győztes: 1931–32
- az MTK örökös bajnoka

### Edzőként
- Osztrák bajnokság
  - bajnok: 1949, 1950, 1953
- Osztrák kupa
  - győztes: 1948, 1949

## Mérkőzései az osztrák válogatottban
| #  | Dátum                | Ellenfél      | Eredmény | Kiírás              | Esemény |
| -- | -------------------- | ------------- | -------- | ------------------- | ------- |
| 1. | 1932. március 20.    | Olaszország   | 2 – 1    | Európa-kupa         |         |
| 2. | 1932. október 2.     | Magyarország  | 3 – 2    | barátságos mérkőzés | Gól     |
| 3. | 1932. október 23.    | Svájc         | 3 – 1    | Európa-kupa         | Gól     |
| 4. | 1933. szeptember 17. | Csehszlovákia | 3 – 3    | barátságos mérkőzés | 3'      |
| 5. | 1933. október 1.     | Magyarország  | 2 – 2    | barátságos mérkőzés | Gól     |